# Dulcinée
Pour les articles homonymes, voir Dulcinée (homonymie).
Dulcinée (en espagnol : Dulcinea del Toboso) est un personnage fictif du roman de Miguel de Cervantes, Don Quichotte. Son nom donna le mot français dulcinée. Elle y est mentionnée mais n'y apparaît pas.  Dans l'esprit de Don Quichotte, Dulcinée est Aldonza Lorenzo (Aldonza de Toboso), une vigoureuse paysanne.
Obsédé par la tradition des romans de chevalerie, Don Quichotte, cherchant une femme à qui il pourra dédier ses exploits futurs, jette son dévolu sur cette simple paysanne habitant le village du Toboso, Aldonza Lorenzo, dont il avait été amoureux dans sa jeunesse sans avoir jamais osé avouer sa flamme. Elle devient dans son imagination la plus belle des femmes, dont il se plaît parfois à décrire soigneusement les qualités.
Quand il apprend l'identité civile de la fameuse Dulcinée, Sancho Panza la décrit en ces termes à don Quichotte, qui avoue la connaître à peine de vue :

« Oh ! je la connais bien… et je puis dire qu’elle jette aussi bien la barre que le plus vigoureux gars de tout le village. Tudieu ! c’est une fille de tête, faite et parfaite, et de poil à l’estomac, propre à faire la barbe et le toupet à tout chevalier errant qui la prendra pour dame. Peste ! quelle voix elle a, et quel creux de poitrine ! Je puis dire qu’un jour elle monta au clocher du village pour appeler des valets de ferme qui travaillaient dans un champ de son père ; et quoiqu’il y eût de là plus d’une demi-lieue, ils l’entendirent aussi bien que s’ils eussent été au pied de la tour. Et ce qu’elle a de mieux, c’est qu’elle n’est pas du tout bégueule ; elle a des façons de grande dame ; elle badine avec tout le monde, et fait la nique à tout propos. […] Oh ! je voudrais déjà me trouver en chemin, seulement pour le plaisir de la revoir, car il y a longtemps que je l’ai vue ; et vraiment elle doit être bien changée. Rien ne gâte plus vite le teint des femmes que d’être toujours à travers les champs, à l’air et au soleil. »

Sancho fait croire à Don Quichotte qu'une paysanne assez laide est en fait Dulcinée, à qui on a jeté un sort pour la faire apparaître ainsi, et Quichotte le croit. Plus tard dans le roman, Quichotte rêve de Dulcinée et le duc et la duchesse trouvent ensuite un jeune garçon qu'ils déguisent en Dulcinée.
Dans l'espagnol de l'époque, Dulcinea est un très élégant dérivé du mot « douceur » (dulce veut dire « doux » ou « sucré » selon le contexte). Elle est une personne complètement fictive pour l'honneur de laquelle Don Quichotte se bat. Aujourd'hui, appeler une femme « ma Dulcinée » implique une dévotion et un amour infinis.
Elle apparaît toutefois dans des adaptations du roman au théâtre et au cinéma (où elle est couramment accompagnée par un mariachi dans les versions d'Amérique latine). Elle y a été représentée par Sophia Loren, Joan Diener (en) et Vanessa Williams. Dans la comédie musicale Man of La Mancha, elle se décrit comme étant prostituée. Son prénom y est Aldonza, et la majeure partie de la comédie musicale suit sa méfiance et éventuelle croyance en la quête de Don Quichotte. C'est dans la même œuvre qu'un prêtre chante « To Each His Dulcinea » (« À chacun sa Dulcinée »), dans laquelle il dit que même si Dulcinée n'existe pas, c'est l'idée d'elle qui encourage Don Quichotte dans sa quête.

### Sources
- (en) Cet article est partiellement ou en totalité issu de l’article de Wikipédia en anglais intitulé « Dulcinea » (voir la liste des auteurs).